# Walter Steins Bisschop
Walterus Hermanus Jacobus ('Walter') Steins Bisschop S.J. (Amsterdam, 1 juli 1810 - Sydney, 7 september 1881) was een Nederlands geestelijke en een aartsbisschop van de Rooms-Katholieke Kerk, werkzaam in Brits-Indië en Nieuw-Zeeland.
Steins Bisschop studeerde aan de jezuïetencolleges in Saint-Acheul en Freiburg. Hij trad op 16 december 1832 in bij de orde der jezuïeten in Nijvel. Vervolgens doceerde hij klassieke letteren in Namen en Luik. Zijn priesterwijding vond plaats op 8 september 1842.
In augustus 1852 vertrok Steins Bisschop naar Brits-Indië, waar hij als provicaris en vicaris-generaal werkzaam was in de vicariaten Bombay en Poona. Op 18 december 1860 werd hij benoemd tot apostolisch vicaris van Bombay en tot titulair bisschop van Nilopolis; zijn bisschopswijding vond plaats op 29 juni 1861. Op 11 januari 1867 volgde zijn benoeming tot apostolisch vicaris van West-Bengalen en tot titulair bisschop van Bostra.
Steins Bisschop nam deel aan het Eerste Vaticaans Concilie.
Om gezondheidsredenen verzocht Steins Bisschop in december 1877 om ontslag uit zijn functie. Hij keerde terug naar Europa en vestigde zich in Conflans bij de Zusters van de Sociëteit van het Heilig Hart. In 1879 werd echter een beroep op Steins Bisschop gedaan naar Nieuw-Zeeland te gaan, waar hij per 23 april 1879 benoemd was als bisschop van Auckland met de persoonlijke titel van aartsbisschop.
Steins Bisschop overleed twee jaar later in Sydney waar hij voor medische behandeling was.